# Список заслуженных мастеров спорта СССР (судомодельный и автомодельный спорт)
В список включены спортсмены, имеющие звание заслуженный мастер спорта СССР по двум видам спорта — судомодельному и автомодельному спорту.

## 1981
- Попов, Владимир Николаевич (автомодельный спорт)

## 1982
- Калистратов, Геннадий Григорьевич 02.08.1952-16.02.2009
- Перебейнос, Юрий Павлович

## 1984
- Пачкория, Константин Васильевич

## 1985
- Субботин, Владислав Анатольевич 1941—2010[1]

## 1986
- Смольников, Владимир Павлович[2]

## 1988
- Назаров, Виктор Петрович 1945